# Novara
Novara je italské město v oblasti Piemont, hlavní město stejnojmenné provincie. Historické město s významným průmyslem leží asi 35 km západně od Milána. V roce 2012 zde žilo 101 933 obyvatel.

## Geografie

### Sousední obce
Caltignaga, Cameri, Casalino, Galliate, Garbagna Novarese, Granozzo con Monticello, Nibbiola, Romentino, San Pietro Mosezzo, Trecate

### Části obce
Lumellogno, Olengo, Pernate, Torrion Quartara, Agognate, Casalgiate, Cascina Montà, Cascina Roggia Mora, Gionzana, Pagliate

## Vývoj počtu obyvatel
Zdroj: 

## Pamětihodnosti
- Broletto, městský dvůr s arkádami ze 12.-15. stol.
- Pevnost Visconti – Sforza, mohutná čtyřboká cihlová stavba ze 13. až 15. století
- Dóm (katedrála) Nanebevzetí P. Marie, zcela přestavěná v 19. století. Ze středověké stavby zbyla pouze románská zvonice a rajský dvůr s křížovou chodbou.
- Kostel San Gaudenzio z let 1577-1590 s kopulí z roku 1878, sahající do výšky 121 m, která je symbolem města.
- Opatství San Nazzaro s kostelem z let 1441-1470 s cennými dobovými freskami uvnitř.

### Galerie

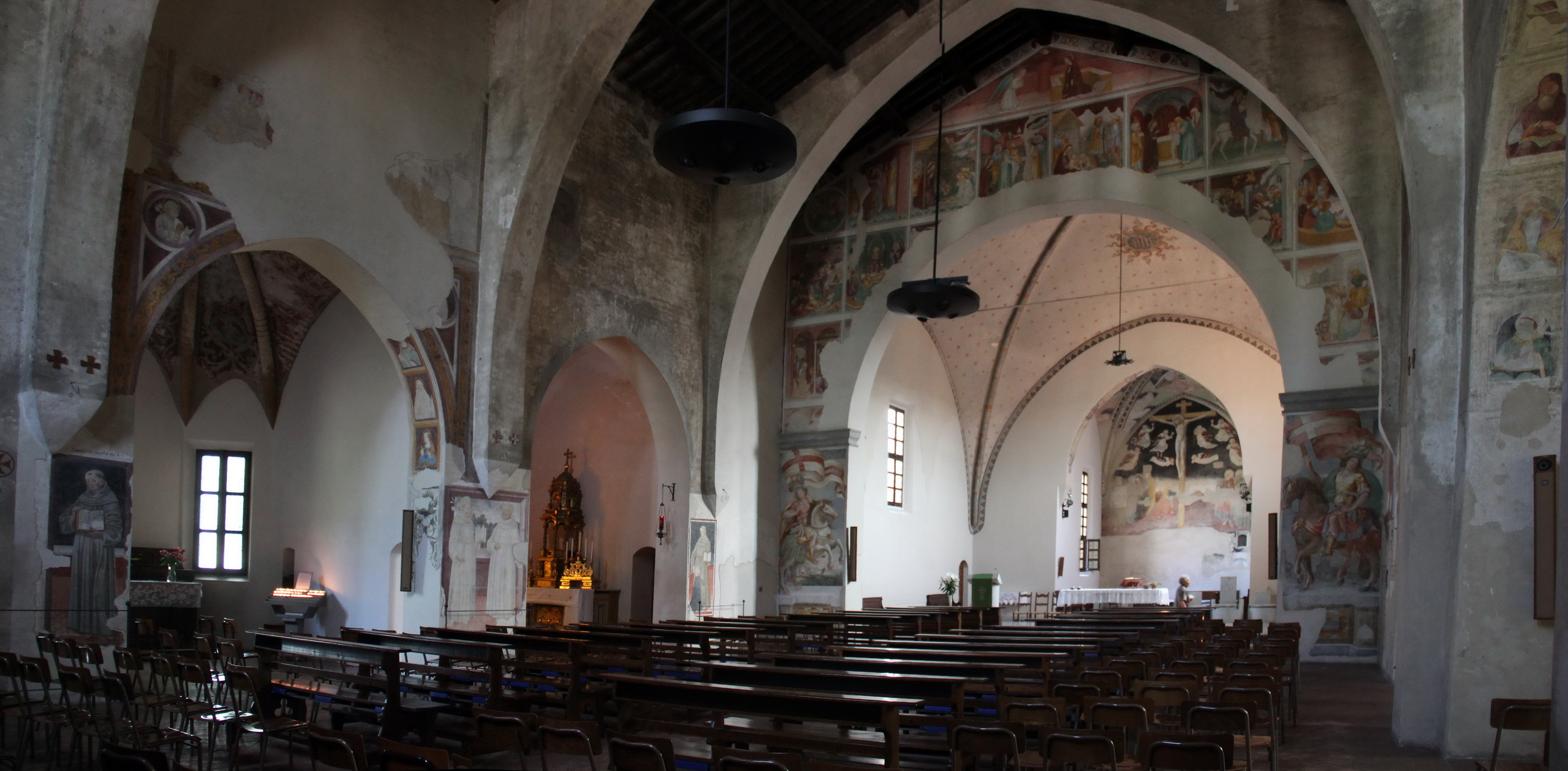
Kostel San Nazzaro, vnitřek
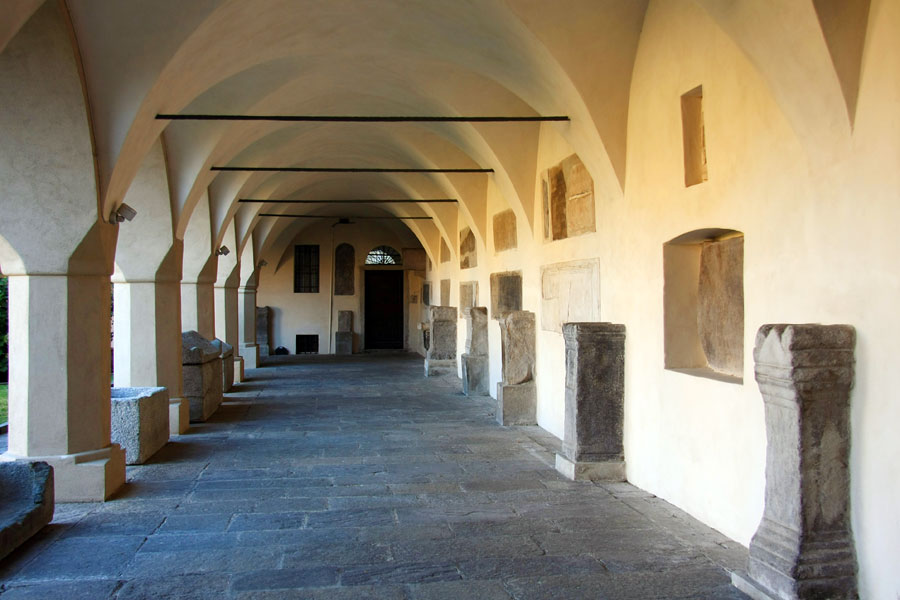
Lapidárium v křížové chodbě dómu
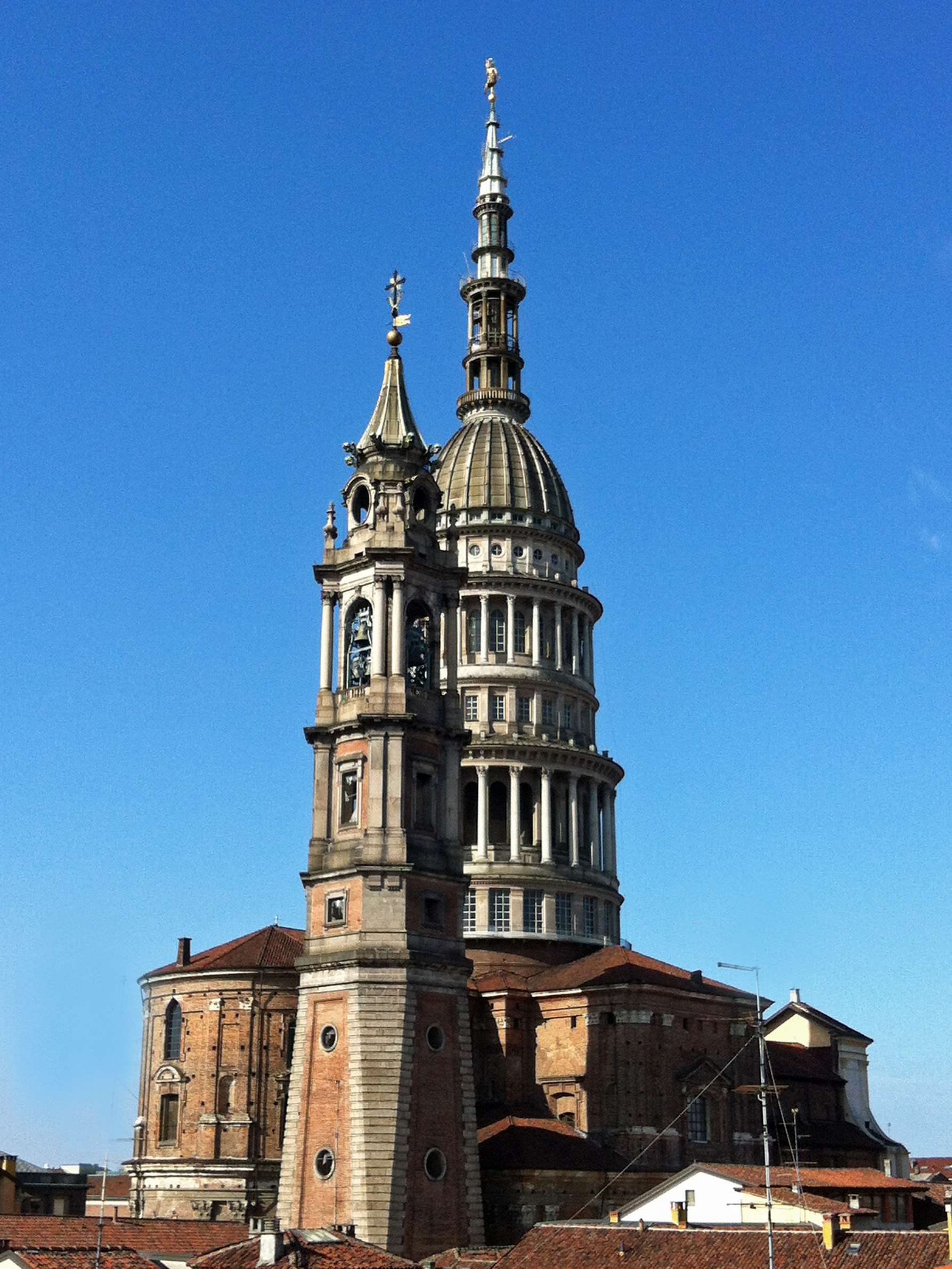
Kostel San Gaudenzio
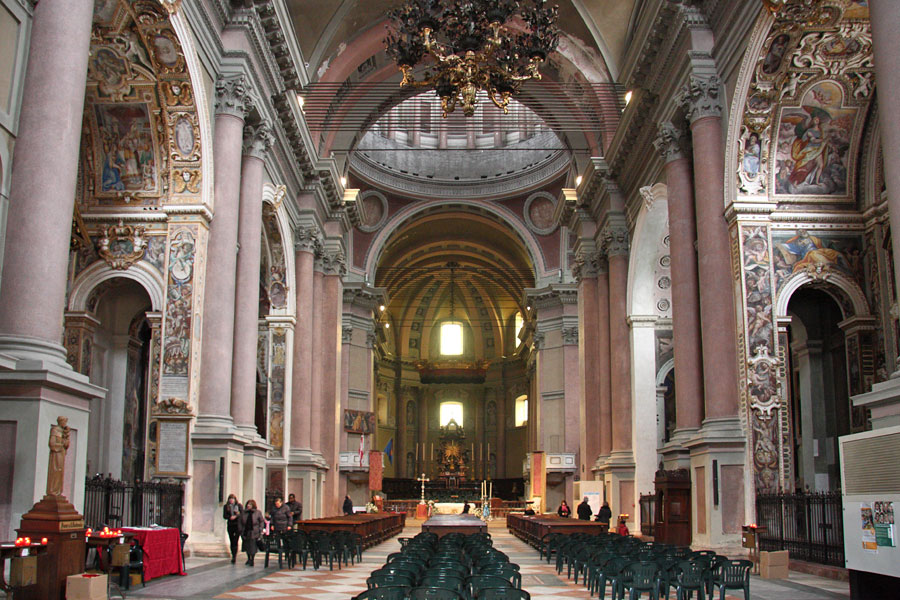
San Gaudenzio, vnitřek
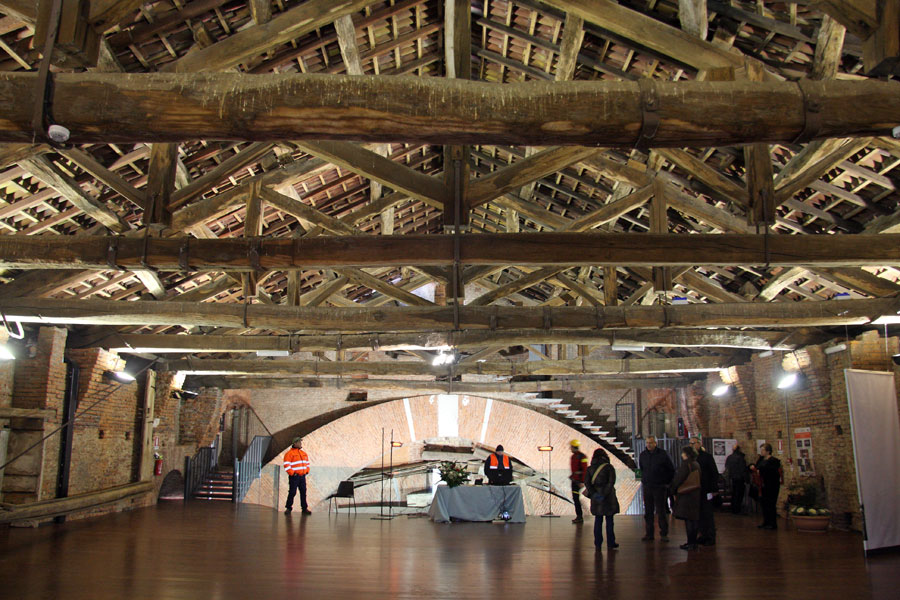
San Gaudenzio, sál s kružítkem
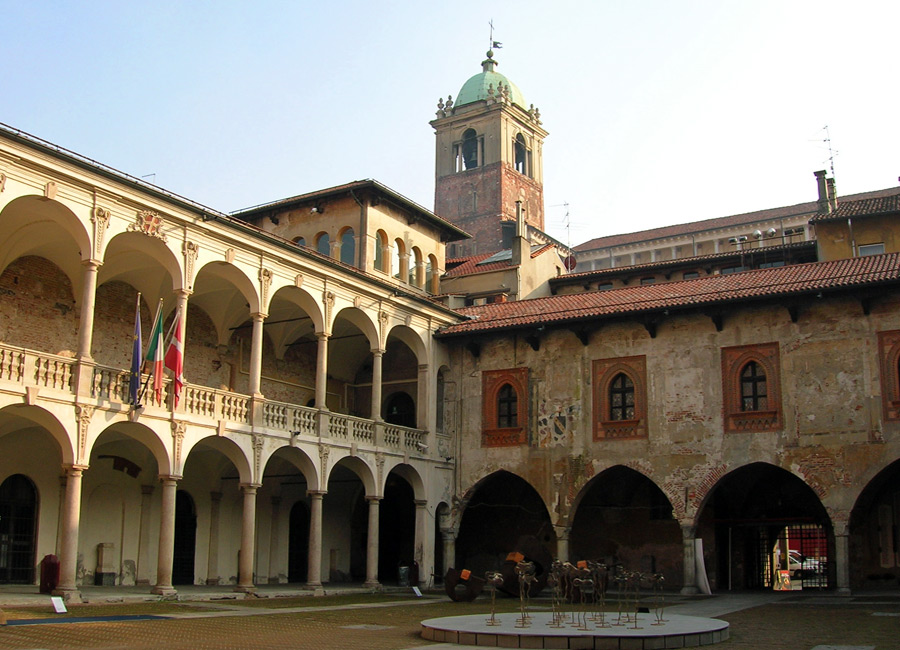
Broletto
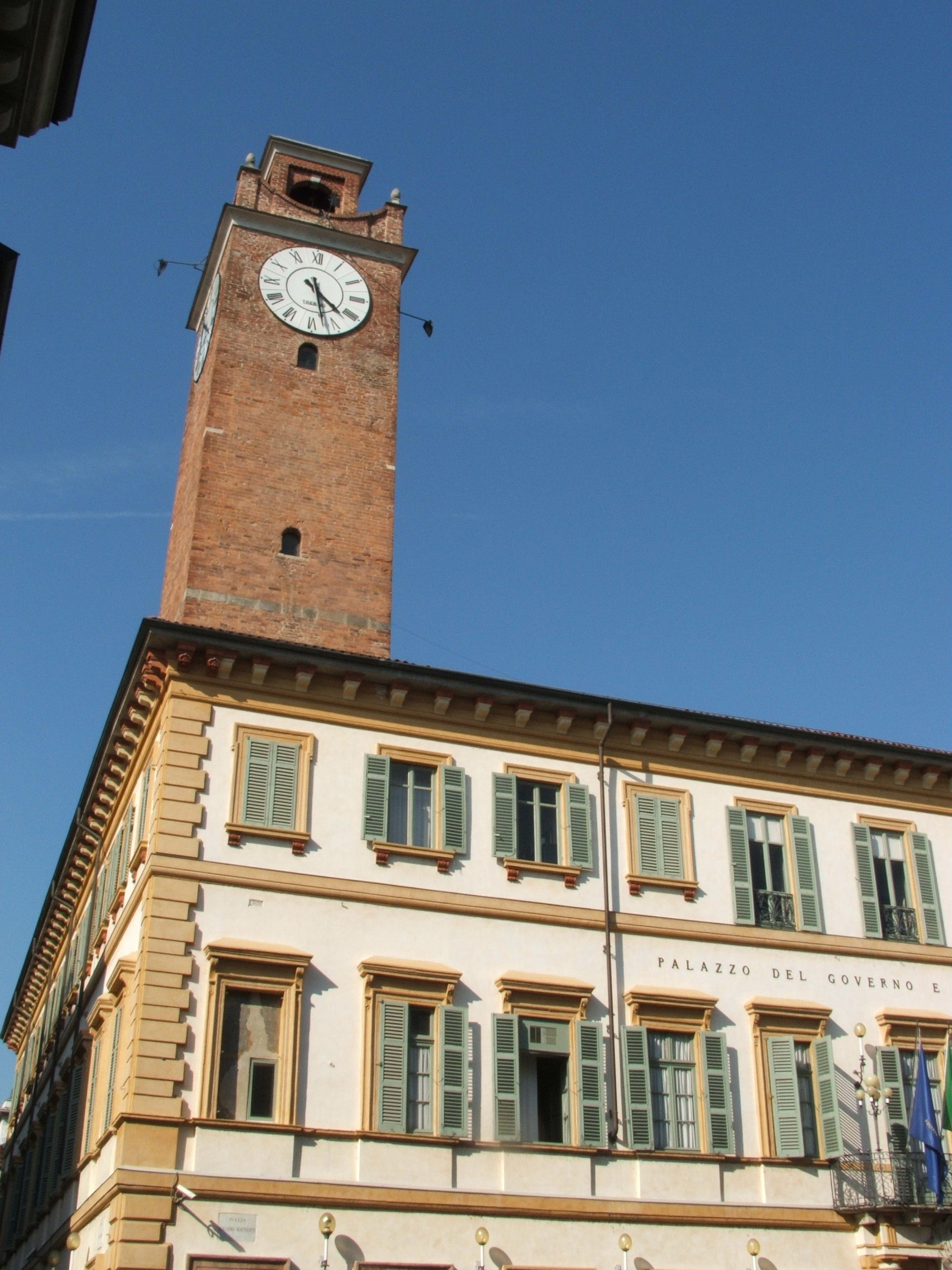
Palazzo Natta-Isola

## Osobnosti města
- Petr Lombardský (cca 1100 – 1160), teolog, jeden ze zakladatelů scholastiky a biskup v Paříži
- Fra Dolcino (cca 1250 – 1307), náboženský vůdce, označovaný jako tzv. falešný apoštol.
- Ardicino della Porta mladší (1434 – 1493), kardinál a administrátor olomoucké diecéze
- Oscar Luigi Scalfaro (1918–2012), politik; italský prezident v letech 1992 – 1999
- Umberto Orsini (* 1934), herec

## Partnerská města
- Haskovo, Bulharsko, 2003
- Chalon-sur-Saône, Francie, 1970
- Koblenz, Německo, 1991